# Balut

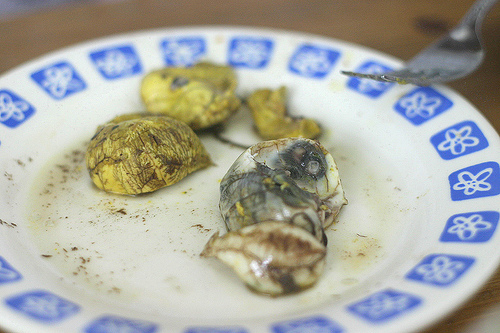
Balut servido en un plato.

Un balut (o Hột vịt lộn en vietnamita) es un huevo de pato ya fertilizado con su embrión dentro que se cuece al igual que un huevo cocido. Es considerado una delicia en Asia y en especial por su alto contenido proteínico en las Filipinas, en China, en Camboya, y en Vietnam. Se tiene la creencia popular de que este plato es un afrodisíaco y es considerado además como un tónico, y se suele vender en muchos países en puestos callejeros. Se suele servir acompañado de una consumición alcohólica como una cerveza. En filipino y malayo la palabra balut (balot) significa "Cubierto"

## Servicio
La mayoría de los comensales de Balut emplean un salero para verter algunos granos de sal mientras lo comen, y algunos emplean chili o vinagre como complemento al huevo. Los huevos se preparan cocidos con los fluidos internos del huevo y de esta forma el caldo interno es absorbido antes de ingerir la parte interna, para lo cual se rompe la cáscara ligeramente. El embrión del huevo es consumido por entero. En las Filipinas el Balut ha llegado a entrar en la haute cuisine y es servido como aperitivo en muchos restaurantes, donde es servido en adobo, frito en tortilla francesa o incluso como relleno en pasteles.